# Perry Mason a lume di candela
Perry mason a lume di candela (The Case of The Crooked Candle) è un romanzo giallo del 1944 scritto da Erle Stanley Gardner e appartenente alla serie con protagonista il celebre avvocato Perry Mason. 

## Trama
Due innocui coniugi, i Bickler, si rivolgono a Perry Mason per un fatto curioso: sono rimasti coinvolti in un sinistro stradale con un camion appartenente alla Skinner Hills Karakul Company, azienda produttrice di pellicce di agnellino persiano, ma al momento di fare le constatazioni, il guidatore del camion si è defilato senza lasciar loro prendere la targa. Ancora più strano, immediatamente dopo l'avvocato della compagnia contatta Mason e gli offre una generosa transazione per chiudere subito la faccenda.
Mason non si ferma alla superficie, e dando retta al suo fiuto capisce che il commercio di pellicce non è altro che una copertura per delle speculazioni su dei terreni ricchi di petrolio. Contatta allora un'anziana signora ricoverata in ospedale, Adelaide Kingman, che è stata truffata da un tipaccio di nome Frank Palermo sulla proprietà del proprio lotto di terreno, e accetta di patrocinarla. Interrogato Palermo, risale ad un trio di affaristi composto da Roger Burbank e dai due soci Harry Van Nuys e Fred Milfield...solo che di quest'ultimo fa la conoscenza solo quando viene ritrovato ormai cadavere sul panfilo di Burbank, che viene logicamente accusato dell'omicidio.
Reclutato dalla intraprendente figlia di Burbank, Carol, per dimostrare l'innocenza del padre, Mason deve destreggiarsi tra relazioni amorose, alibi prefabbricati e persino un'accusa a Della Street, per smascherare un diabolico assassino. Che ha fatto i conti con tutto...meno che con una "candela inclinata" (la crooked candle del titolo originario) e con le tabelle delle maree, che l'astuto avvocato sarà in grado di sfruttare a proprio vantaggio!

## Personaggi
- Perry Mason, celebre avvocato
- Della Street, segretaria di Mason
- Paul Drake, investigatore privato e collaboratore di Mason
- Arthur Tragg, tenente della Squadra Omicidi
- Roger Burbank, Harry Van Nuys, Fred Milfield, affaristi
- Frank Palermo, allevatore di agnellini persiani
- Carol Burbank, figlia di Roger
- Daphne Milfield, moglie di Fred
- Thomas Cameron, custode del Club Nautico
- Hamilton Burger, procuratore distrettuale
- Newark, giudice

## Edizioni italiane
- Perry Mason a lume di candela, Il Giallo Mondadori n. 521, Arnoldo Mondadori Editore, gennaio 1959.
- Perry Mason a lume di candela, traduzione di Giuseppe Gioioso, I classici del Giallo Mondadori n. 396, Arnoldo Mondadori Editore, marzo 1982.